# Brevitrichia scitulaesca
Brevitrichia scitulaesca är en tvåvingeart som beskrevs av Kelsey 1969. Brevitrichia scitulaesca ingår i släktet Brevitrichia och familjen fönsterflugor.
Artens utbredningsområde är Texas. Inga underarter finns listade i Catalogue of Life.